# Hussain Montassir
Hussain Kamal Montassir (arabisch حسين منتصر, DMG Ḥusain Muntaṣir; * 2. März 1923 in Bani Suwaif; † 14. Februar 1992 in Kairo) war ein ägyptischer Basketballspieler.

## Biografie
Hussain Montassir nahm mit der ägyptischen Nationalmannschaft an den Olympischen Sommerspielen 1948 und 1952 teil. 1948 war er mit 77 Punkten bester Werfer seines Teams. Bei den Mittelmeerspielen 1951 gewann er mit der Mannschaft die Goldmedaille.
Darüber hinaus gewann er bei der Europameisterschaft 1947 die Bronzemedaille und zwei Jahre später den Europameistertitel. Neben Ägypten gehörten mit Syrien und dem Libanon zwei weitere nichteuropäische Teams dem EM-Teilnehmerfeld mangels eigener kontinentaler Meisterschaften an.